# Christophe Bassons
Pour les articles homonymes, voir Bassons.
Christophe Bassons, né le 10 juin 1974 à Mazamet (Tarn), est un coureur cycliste français, professionnel entre 1996 et 2001. Coureur très engagé dans la lutte antidopage, il doit mettre un terme prématurément à sa carrière en raison de ses positions et de la pression des autres coureurs dans le peloton. Il se reconvertit dans le trail, puis travaille jusqu'en 2019 avec l'Agence française de lutte contre le dopage.

## Biographie

### Origines
Christophe Bassons est né à Mazamet, dans le Tarn, également ville de naissance de Laurent Jalabert. Il étudie et sort diplômé en génie civil. Il commence le cyclisme en 1991 en faisant du VTT. Il commence à courir sur la route en 1992 et gagne le Tour de Tarn-et-Garonne en 1995. Cette même année, il devient champion du monde contre-la-montre militaires et champion de France du contre-la-montre espoirs.

### Festina (1996-1998)
Il devient professionnel en 1996 dans l'équipe Force Sud, puis avec l'arrêt de l'équipe après trois mois d'existence, il rejoint Festina-Lotus. Pour sa première saison, il gagne une étape de la Mi-août bretonne. Après une saison 1997 sans résultats notables, il se classe troisième du championnat de France de contre-la-montre en 1998, mais ne participe pas au Tour de France.
Bassons se fait connaître du grand public lors du scandale du dopage de 1998 impliquant l'équipe Festina. La découverte lors d'un contrôle routier d'une voiture aux couleurs de l'équipe et contenant plus de quatre cents flacons de produits dopants et stupéfiants a permis de prouver que le dopage était répandu dans l'équipe. En septembre 1998, le journal France-Soir publie des déclarations faites à la police. Deux coureurs condamnés, Armin Meier et Christophe Moreau, déclarent que Bassons est le seul coureur de l'équipe (avec Patrice Halgand et Laurent Lefèvre) à ne pas se doper.
Jean-Luc Gatellier raconte dans L'Équipe :
« C'est vrai qu'il n'en fait pas partie et qu'il n'est pas sorti du même moule. C'est vrai qu'il a refusé de « charger le canon » (la jolie expression utilisée par ceux qui prennent de l'EPO) ces dernières années, c'est vrai que Christophe Bassons n'appartient pas à la famille des tricheurs et des corrompus. ».
La déclaration judiciaire de Moreau et Meier attire l'attention sur un coureur qui est jusque là inconnu du grand public. En juin 1999, Bassons déclare dans Vélo, un mensuel français, que les coureurs qui se sont prononcés contre les contrôles médicaux trimestriels imposés par le ministère des Sports après le procès Festina sont des hypocrites. Il explique : « Cela me fait rire quand j'entends qu'ils demandent des changements aux contrôles. La vérité, cependant, c'est qu'ils sont obligés de changer leur comportement. Ils parlent de « vélo à deux vitesses ». Mais moi, depuis trois ans, je suis en deuxième vitesse. Ils ont ruiné trois ans de ma vie de coureur et je n'ai jamais rien dit. ».
En 1998, il refuse une augmentation de 270 000 francs par mois (plus de 10 fois ce qu'il gagne à l'époque) qui lui était offerte s'il utilisait de l'EPO. Sa position contre le dopage a conduit d'autres coureurs, notamment Lance Armstrong, à le harceler pour avoir enfreint le code de silence de longue date sur le dopage dans le sport.

### Le Tour de France 1999
En 1999, il rejoint La Française des jeux et est entraîné par Antoine Vayer, farouche adversaire du dopage. Il devient alors le symbole du coureur propre. En juin, Bassons remporte la 7e étape du Critérium du Dauphiné Libéré. Il est alors sélectionné pour disputer son premier Tour de France.
L'intérêt pour lui qu'a suscité le procès Festina l'amène à rédiger une chronique lors du Tour de France pour Le Parisien, un journal du même groupe que le Tour de France. Bassons voulait écrire sur les vitesses « suspectes » qu'il voyait. La vitesse moyenne au Tour 1999 est de 40,6 km/h, aucun Tour n'avait jamais roulé à plus de 40,1 km/h. Comme il l'a déclaré plus tard à Bicycling : « Le Tour de 1999 était censée être le « Tour du renouveau », mais j'étais certain que le dopage n'avait pas disparu. ». Il n'était pas le seul coureur préoccupé par la vitesse du Tour 1999. Son compatriote français Jean-Cyril Robin a déclaré à Bassons à un moment donné : « Cela doit cesser ! Nous ne pouvons pas continuer à courir comme ça ! ».
Ian Austen explique dans Procycling :
« Dans l'ensemble, ses colonnes étaient en grande partie inoffensives, bien que divertissantes, sur la vie dans le peloton. Au contraire, il a parfois fait tout son possible pour dissiper les rumeurs de dopage. Après l'étape à Blois, courue à une vitesse moyenne record, Bassons a averti les lecteurs : « Ne vous faites aucune idée du record de vitesse. Avec un vent comme celui-ci, il est normal de rouler aussi vite. » Mais deux colonnes se distinguaient. Après que Lance Armstrong a montré que non seulement il s'était rétabli d'un cancer, mais en plus il était devenu le meilleur coureur, Bassons a écrit que ses performances avaient « choqué » le peloton. »
La dixième étape se déroule le 14 juillet entre Sestrières et l'Alpe d'Huez. L'ensemble du peloton prévoyait de rouler lentement pendant les cent premiers kilomètres sans le lui dire. Bassons n'en a entendu parler que parce qu'un mécanicien de son équipe le lui a dit. Ayant « marre » de tous ces comportements, il décide d'attaquer dès le départ. Alors qu'ils arrivent sur du plat, « toutes les équipes sont remontées ensemble pour me bloquer derrière », en le regardant fixement.

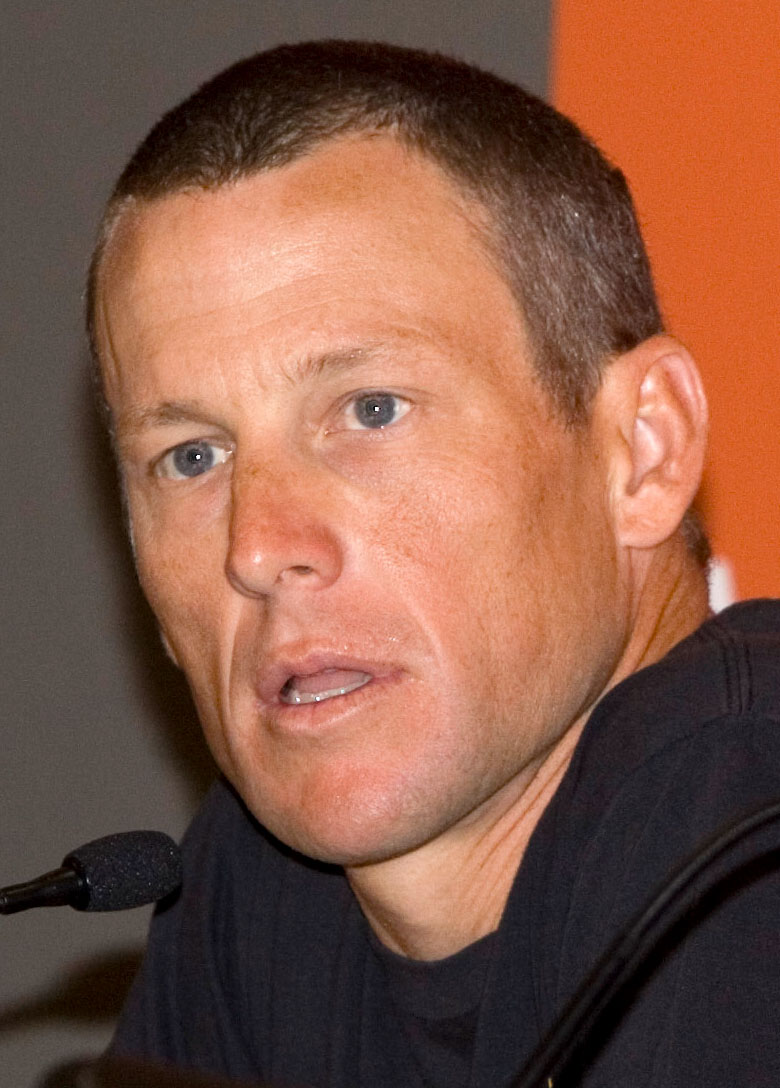
Lance Armstrong a fait pression sur Bassons pour qu'il abandonne le Tour de France 1999.

« … et puis Lance Armstrong m'a rejoint. Il m'a attrapé par l'épaule, parce qu'il savait que tout le monde regarderait, et il savait qu'à ce moment, il pouvait montrer à tout le monde qu'il était le patron. Il m'a arrêté, et il a dit que ce que je disais n'était pas vrai, ce que je disais était mauvais pour le cyclisme, que je ne devais pas le dire, que je n'avais pas le droit d'être un cycliste professionnel, que je devais arrêter de faire du vélo, que je devais quitter le Tour et a terminé en disant F[*bip*]-You !... J'étais déprimé pendant 6 mois. Je pleurais tout le temps. J'étais vraiment en très mauvaise posture. » - Bassons, BBC Radio 5, 15 octobre 2012.
Bassons a déclaré qu'Armstrong lui avait également demandé pourquoi il parlait. « Je lui ai dit que je pensais à la prochaine génération de coureurs ». Puis, il a dit : « Pourquoi ne pars-tu pas, alors ? ». Armstrong a confirmé l'histoire. Sur les principales nouvelles du soir sur TF1, Armstrong a déclaré : « Ses accusations ne sont pas bonnes pour le cyclisme, pour son équipe, pour moi, pour n'importe qui. S'il pense que le cyclisme fonctionne comme ça, il a tort et il ferait mieux de rentrer à la maison. »,,,,.
Bassons est alors évité par d'autres coureurs. Il raconte : « J'ai commencé à me sentir isolé. Au milieu de 170 coureurs, c'est une façon difficile de vivre. ». Le directeur de course, Jean-Marie Leblanc, le réprimande pour avoir parlé comme s'il était « le seul coureur irréprochable ». Des responsables de sa propre équipe se sont joints à la majorité, le qualifiant de lâche qui n'a parlé que pour redorer sa propre image. Les coureurs l'évitent ou au mieux hochent la tête quand il le croise. Il finit par craquer, racontant qu'il ne voulait pas quitter la course mais que ses nerfs ne pouvaient plus le supporter. Il ajoute :
« Le [médecin d'équipe] m'a réconforté. Nous parlons souvent ensemble du problème du dopage et nous partageons les mêmes idées. Je me suis confié à lui et j'ai chialé. Je me suis endormi mais un peu après minuit, je ne pouvais plus dormir à cause de mes soucis. Je suis entré dans le couloir, j'ai téléphoné à mon entraîneur, Antoine Vayer, et Pascale, ma femme. À 5h30, j'ai pris mon petit déjeuner et j'ai fait ma valise. J'ai croisé Marc et il a dit que je laissais tomber l'équipe. Il a dit qu'un coureur pouvait quitter la course s'il craquait physiquement mais qu'il ne pouvait pas accepter que l'on puisse craquer mentalement. J'ai dit au revoir à tout le monde mais un coureur ne m'a pas regardé et a refusé de me serrer la main. Ça fait mal. ».
Le journaliste Jean-Michel Rouet écrit :
« Parfois, il était félicité pour son courage, comme Daniel Baal, le président de la FFC au départ à Sestrières. Mais le plus souvent, on le montrait du doigt, d'autres regardaient ailleurs, s'ils ne se contentaient pas de l'insulter. Il a quelques amis et un tas d'ennemis. Sa solitude était la preuve vivante que rien de fondamental n'a changé dans la morale du milieu. Christophe Bassons  est mort au bucher, brûlé par sa passion. Sur les communiqués officiels, il a laissé deux mots : non partant. Le peloton avait déjà oublié le coureur numéro 152 ».
La ministre des Sports, Marie-George Buffet a déclaré : « Quel étrange renversement de rôle. Plutôt que de lutter contre le dopage, ils combattent son adversaire ». Elle lui a écrit pour sympathiser, disant qu'il était temps que quelqu'un s'exprime.
Les collègues de Bassons de l'équipe de La Française des jeux ont refusé de partager leurs prix avec lui. Normalement, les équipes mettent en commun leurs gains et les répartissent par le nombre de jours qu'un coureur a passé sur la course. Un des coureurs, Xavier Jan, explique : « Christophe Bassons n'a roulé que pour lui-même et n'a à aucun moment travaillé pour le bien de l'équipe. Cela n'a rien à voir avec ses commentaires sur le dopage ». Thierry Bourguignon, membre d'une autre équipe mais ancien coéquipier de Bassons chez Force Sud, a confirmé : « J'étais le seul à parler à Bassons... Il n'écoute personne. Bassons est un individualiste. Même dans une course il ne prête pas facilement un coup de main. Il roule pour lui-même. ».

### L'après 1999
Après le Tour 1999, il court en Allemagne et en Belgique. Il raconte : « J'ai ressenti beaucoup de tension. Certains ne m'ont pas parlé. D'autres ont prétendu que rien ne s'était passé, ce qui est pire. Certains disent que c'est juste une folie juvénile, mais je me sens plus adulte qu'eux. Je ne suis pas le seul coureur propre mais il n'y en a pas beaucoup qui peuvent dire « je ne prends pas de drogue ». Pour la plupart des cyclistes, leur santé est la dernière de leurs préoccupations. ».
Il rejoint une équipe plus petite, Jean Delatour, mais les mauvais traitements ont continué. En 2001, lors des Quatre Jours de Dunkerque, « plusieurs gars ont essayé de me conduire dans le fossé… C'est devenu dangereux, et j'ai réalisé que ça ne valait pas la peine de continuer ». Dans son livre sur le scandale du dopage d'Armstrong, Cycle of Lies, Juliet Macur écrit que les mauvais traitements de Bassons étaient un signe du pouvoir qu'Armstrong avait sur le cyclisme international à l'époque. En 2001, « désespéré du monde professionnel » et ayant obtenu son professorat de sport, il choisit d'abandonner le cyclisme professionnel, pour se tourner vers une pratique du Trail et du VTT Marathon où il devient l'un des meilleurs français. En 2008, il intègre la Team Traid.
En 2012, il est suspendu un an par la FFC pour avoir manqué un contrôle antidopage lors des championnats de France de VTT. Il avait abandonné l'épreuve à la mi-course en raison d'une hypoglycémie. Au moment où il a entendu dire qu'il était l'un des coureurs choisis pour être contrôlé, il était trop tard pour revenir sur le site de la course pour subir le test antidopage. Cette suspension est ramenée à un mois en appel. Un an plus tard et après de multiples démarches de sa part, une commission indépendante réexamine l'affaire. Le 2 mai 2013, la suspension est annulée par l'Agence française de lutte contre le dopage. Bassons a poursuivi la FFC devant les tribunaux et ils ont jugé en sa faveur que l'organe directeur lui devait une compensation. La FFC a fait appel mais le tribunal n'a pas statué en sa faveur et elle a dû verser à Bassons 31 691 € en compensation.
Au mois de novembre 2013, il est fait chevalier de l'ordre national du Mérite en même temps que Sandy Casar.
En 2011/2012, après des enquêtes sur le dopage dans le cyclisme, en particulier le rapport 2012 de l'USADA sur l'équipe US Postal Service d'Armstrong, certains médias racontent l'histoire de Bassons. Dans une interview pour la BBC, Tyler Hamilton s'excuse publiquement pour avoir fait partie du peloton qui l'a évité, disant avoir « 100% tort » de ne pas parler à Bassons. Ce dernier déclare « c'est la vie, ce n'est rien. Je ne n'en veux pas à Hamilton. Je comprends. ». En octobre 2013, Lance Armstrong le septuple vainqueur déchu du Tour de France, rencontre Christophe Bassons pour s'excuser.

### L'après carrière
En 2000, il publie son autobiographie Positif et en 2001, il obtient un diplôme de professeur de sport et commence à enseigner. Il travaille ensuite pour le ministère de la jeunesse et des sports à Bordeaux, chargé de la sécurité des infrastructures et des contrôles antidopage.
Il se déclare au Guardian en 2012 « pas amer » contre Armstrong et qu'il était satisfait de sa situation, en comparaison de ce qu'Armstrong traversait à la suite du rapport 2012 de l'USADA.
En juillet 2012, il publie en anglais sa deuxième autobiographie, A Clean Break. En 2017, il fait partie du groupe démasquant le premier coureur français utilisateur d'un moteur électrique en course.
En décembre 2019, il annonce quitter le département des contrôles de l'AFLD afin de mieux se consacrer à la prévention,.

## Palmarès

### Palmarès sur route
| - 1994 - 3e du Chrono de Rochecorbon - 1995 - Champion du monde du contre-la-montre militaires - Champion de France du contre-la-montre espoirs - 7e étape du Tour du Loir-et-Cher (contre-la-montre) - 1re étape du Circuit des Mines - 2e étape du Loire-Atlantique espoirs (contre-la-montre) - Tour de Tarn-et-Garonne : - Classement général - 1re étape - Chrono de Rochecorbon | - 1996 - Une étape de la Mi-août bretonne - 1998 - 3e du championnat de France de contre-la-montre - 3e du Bol d'Air creusois - 1999 - 7e étape du Critérium du Dauphiné Libéré - 3e du Tour du Haut-Var - 2000 - 3e du Grand Prix d'ouverture La Marseillaise |  |

### Résultats sur les grands tours

#### Tour de France
1 participation
- 1999 : non-partant (12e étape)

#### Tour d'Espagne
1 participation
- 2000 : abandon (11e étape)

### Palmarès en VTT
- 2008 : 3e au scratch du Challenge Euskadi Cap'Aventure
- 2009 : 1er au scratch avec Pascal Mouchague sur les 100 bornes du diable de Mialet.
- 2011 : 4e du Roc Laissagais, Championnat de France de VTT Marathon

## Publications
- Positif, Éditions Stock, 2000.
- A Clean Break, Christophe Bassons & Benoît Hopquin, Bloomsbury Sport, 2014.